# Концерт для фортепіано з оркестром № 27 (Моцарт)
Концерт для фортепіано з оркестром № 27 сі-бемоль мажор (KV 595) Вольфганга Амадея Моцарта написаний, імовірно, в 1790 — 1791 роках.
Складається з трьох частин:
1. Allegro
2. Larghetto
3. Allegro